# بارت كينغ
بارت كينغ (19 أكتوبر 1873 في الولايات المتحدة - 17 أكتوبر 1965) (بالإنجليزية: Bart King)‏ هو لاعب كريكت أمريكي. لعب مع Philadelphian cricket team ‏.

## وصلات خارجية
- بارت كينغ على موقع إي آس بي آن كريك إنفو (الإنجليزية)